# Љубиша Георгиевски
Љубиша Георгијевски (мкд. Љубиша Георгиевски; Битољ, 30. мај 1937 — Скопље, 6. децембар 2018) био је македонски политичар, књижевник, драмски писац и телевизијски режисер. 1994. године се кандидовао на изборима за предсједника Македоније.

## Биографија
Дипломирао је на Академији за позориште, филм, радио и телевизију у Београду 1974. године.
Био је уметнички директор Македонског народног позоришта и саветник министра иностраних послова.
Као члан владајуће странке ВМРО-ДПМНЕ, био је председник македонске скупштине, амбасадор у Бугарској од 2000. до 2004. године, амбасадор у Србији од 2009. до 2013.
Он је био редовни професор Факултета драмских уметности у Скопљу.
Као гостујући предавач предавао је у САД (Јужна Калифорнија и Тексас).
Режирао је више од 160 представа и објавио на десетине књига.
Говорио је енглески, француски, италијански, руски, српски, бугарски, а служио се словачким, пољским и румунским језиком.

## Награде
- Стеријина награда за режију (1967, 1981)
- Орден Стара планина, Бугарска

## Књиге
- Онтологија позоришта (Онтологија на театарот, 1985)
- Човјек и маска: феноменологија позоришта (Човекот и маската: феноменологија на театарот, 1996)
- Позориште: онтологија и феноменологија (Театро: онтологија и феноменологија, 2008)

## Одабрана театрографија
- Бриљантни валцер, 14.12.1985, Београд, Београдско драмско позориште[5]
- Тартиф, 14.09.1990, Београд, Позориште на Теразијама[5]
- Тројанки (1966)[5]
- Самоил (1966)[5]
- Партитура за еден Мирон (1967)[5]
- Покојник (1967)[5]
- Адам и Ева и Јов (1970)[5]
- Оскар (1970)[5]
- Клисарот (1971)[5]
- Скриената шапка и празникот на шапката (1972)[5]
- Достага на самиот врв на највисоката власт (1975)[5]
- Црнила (1977)[5]
- Непокор (1977)[5]
- Дон Жуан (1980)[5]
- Еригон (1982)[5]
- Хај-фај (1983)[5]
- Macedonische Zustande (1984)[5]
- Југословенска антитеза (1985)[5]
- Керубин 2096 (1986)[5]
- Р (1987)[5]
- Слободен лов (1988)[5]
- Лице и опачина (1989)[5]
- Вообразен болен (1993)[5]
- Чекајќи го Годо (1994)[5]
- Ревизор (1995)[5]
- Гардеробер (1996)[5]
- Филоктет (1998)[5]
- Јована Орлеанска (2000)[5]
- Александар (2009)[5]
- Евангелие на глупоста (2014)[5]
- Кристофор Колумбо (2016)[5]
- Папагалот Историко (2017)[5]

## Одабрана филмографија
- По исто небо (1964)[5]
- Патека (1967)[5]
- Планината на гневот (1968)[5]
- Републиката во пламен (1969)[5]
- Цената на градот (1970)[5]